# ハイム・ルムコフスキ

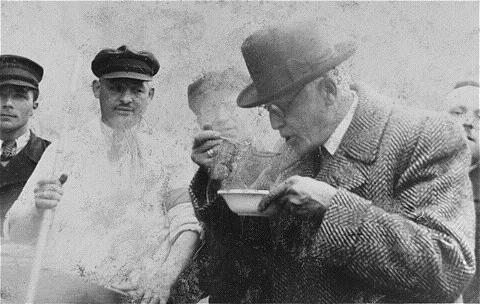
ゲットー住民に配給されるスープの味を見ているルムコフスキ

モルデハイ・ハイム・ルムコフスキ（Mordechaj Chaim Rumkowski、1877年2月27日 - 1944年8月28日）は、ウッチ・ゲットーのユダヤ人長老評議会議長を務めていたユダヤ系ポーランド人。ホロコースト犠牲者である。

## 生涯
ロシア帝国支配下のヴォルィーニに商人の息子として生まれる。20世紀初頭にウッチに赴き、高給家具製造に携わった後に保険代理店を経営。第一次世界大戦終了後はユダヤ人孤児院の運営に携わったが、余り目立った存在でもなく1939年まで表に出てくる事はほとんどなかった。1939年10月13日にドイツ占領当局の引き立てで、急遽ウッチのユダヤ人長老評議会議長に就任した。ユダヤ人長老評議会を組織したが、11月11日には評議会メンバーが逮捕され、ルムコフスキも虐待を受けた。その後、評議会メンバーを再組織した。

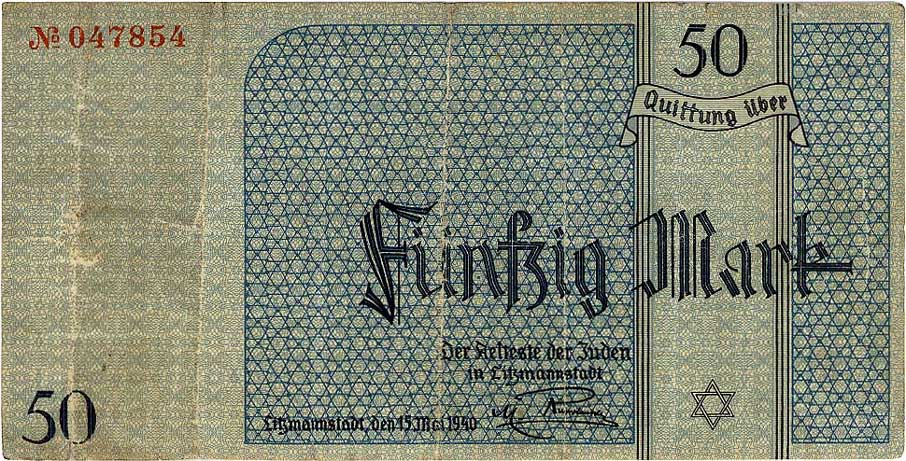
ウッチ・ゲットーで流通していた紙幣
ルムコフスキの署名が入っている。

1940年4月、ウッチ・ゲットーが創設される。ゲットー内部の日常的運営はルムコフスキ以下ユダヤ人長老評議会にゆだねられた。ウッチ・ゲットーでは、他のゲットーと比べてユダヤ人長老評議会の権限が非常に大きかった。そのためルムコフスキには巨大な統率権があり、その下にウッチ・ゲットーでは統制経済が取られていた。ゲットー内のあらゆる経済活動はユダヤ人長老評議会がコントロールしていた。ゲットー内にはルムコフスキのサイン入りの紙幣や肖像画の入った切手まで出回っていた。このような状況であったため、ルムコフスキを「ウッチ・ゲットーの独裁者」「ウッチの総統」「小さな王国の総統」などと表現する書も多い。
しかしゲットー内では絶対的な存在であるルムコフスキもゲットー外のドイツ当局（ウッチ市役所のゲットー局長ハンス・ビーボウなど）の指示には一切逆らえなかったし、逆らおうとしなかった。「内弁慶」のルムコフスキはゲットー住民の憎しみを一身に集め、ゲットー内にはデモやハンガー・ストライキといった形でルムコフスキへの抵抗運動が頻繁に行われた。1940年8月にはユダヤ人長老評議会指揮下のゲットー警察だけでは取り締まれなくなり、ゲットー外のドイツ当局の助力を得てようやく鎮圧している。しかし9月にはデモが再開し、9月半ばにはルムコフスキーが路上で襲撃を受けるという事件まで発生した。他のゲットーでもユダヤ人評議会に対する批判活動はみられたが、ここまで激しかったのはこのウッチ・ゲットーのみである。
1941年6月15日にはウッチ・ゲットー視察に訪れた親衛隊全国指導者ハインリヒ・ヒムラーと会見した。ヒムラーはルムコフスキに「これからもゲットーの兄弟のために尽くしたまえ。きっと彼らのためになるだろう」と述べた。
1942年1月から1942年9月にかけて行われた「労働不能」とみなされたウッチ・ゲットー住民のヘウムノ絶滅収容所への大量移送にもルムコフスキは抗わなかった。ルムコフスキはゲットー警察にドイツ当局の移送に協力させ、多くの同胞たちを死の収容所へと追いやることとなった。ルムコフスキは1942年9月4日の演説でこう語った。
1942年中の移送によって16万人いたウッチ・ゲットーの人口は8万人にまで減少した。その結果、ウッチ・ゲットーの住民のほとんどが労働者となり、ゲットーはドイツ当局にとって重要な生産基地として1944年8月まで存続を許された。しかし、ソ連赤軍が接近してくると、ウッチ・ゲットー住民の移送が再び始まり、1944年8月にはウッチ・ゲットーは解体された。この際にユダヤ人長老評議会も解散され、1944年8月末にルムコフスキとその家族もアウシュヴィッツ＝ビルケナウ強制収容所に移送された。アウシュヴィッツに到着後すぐに同地で殺害された。

## 戦後の評価
戦後、哲学者のハンナ・アーレントは、著書『エルサレムのアイヒマン』のなかで、ユダヤ人評議会および指導者を「自らの民族の滅亡に手を貸した」と批判した。彼女は、「ユダヤ人指導者らがナチへの協力を拒否していれば殺害されるユダヤ人の数ははるかに少なかったはずだ」と主張し、ナチに協力したユダヤ人指導者の道徳的責任を追及した。そのなかでも特に、ウッチ・ゲットーのルムコフスキを「裏切り者」と非難している。ルムコフスキは、自らのナチへの積極的な協力が「ウッチ・ゲットーが有益である」ということのアピールとなり、結果としてユダヤ人犠牲者の数は少なく抑えられると考えていた。すなわち、ナチの要請に従って、殺害されるべきユダヤ人をナチに引き渡すことで、残りのユダヤ人の命を救おうと考えたのである。これに対してアーレントは、このようなルムコフスキの功利主義的な考えを非難し、「彼が生きていたならばナチ戦争犯罪人のように裁判にかけられるべきだった」と唱えている。また、アーレントは、ルムコフスキが「ウッチの総統」のように振る舞い、自らの名で紙幣や硬貨を発行するなどといった独裁者じみた行動をとっていたことも非難している。
ユダヤ神学者のリチャード・L・ルーベンスタイン (Richard L. Rubenstein (en)) は、アーレントとは異なり、子供などの無力な人間を犠牲にすることで最大限の命を救うというルムコフスキの功利主義・帰結主義的な考えには一定の効果があったと見ているものの、ルムコフスキが誰が生きるべきで誰が死ぬべきかを決定する神のような権力を享受していたことの道徳的問題を指摘している。また、ルーベンスタインは、アーレントと同じく、ルムコフスキが統治期間の大半を「自らの小さな王国〔ウッチ・ゲットー〕の総統」としての役割を謳歌していた点を問題視している。
これに対してプリーモ・レーヴィは、ゲットーという極限状態に置かれたルムコフスキの行動を非難する権利は誰にもない、として、道徳的判断を保留する態度を示している。